# Benešov nad Ploučnicí
Benešov nad Ploučnicí (deutsch Bensen) ist eine Kleinstadt im Okres Děčín, Ústecký kraj, Tschechien.

## Geographie

### Geographische Lage
Die Stadt liegt in Nordböhmen auf einer sanften Anhöhe in einem von der Ploučnice (dem Polzen) durchströmten Tal an dessen rechtem Ufer. Südlich der Stadt befindet sich der Berg Kohout (Hahnbusch), der aus Terezínské Údolí (Theresiental) über einen Wanderweg erreichbar ist.

### Gemeindegliederung
Die Stadt Benešov nad Ploučnicí besteht aus den Ortsteilen Benešov nad Ploučnicí (Bensen) und Ovesná (Habendorf), die zugleich auch Katastralbezirke bilden. Grundsiedlungseinheiten sind Benešov nad Ploučnicí-střed, Českolipská, Ovesná, Pod Ovesnou, Sad Míru, Sídliště, Táborský vrch, Terezínské Údolí (Theresienthal), U hřbitova, U koupaliště, U nádraží, U nové školy, U parku und U rozhledny.

### Nachbargemeinden
Südlich befindet sich im Tal des Polzen die Ortschaft Františkov nad Ploučnicí (Franzenthal-Ulgersdorf) mit der Ruine der Burg Scharfenstein.

## Geschichte
Der Ort wurde wahrscheinlich um 1230 an einer von Prag über das Elbtal nach der Lausitz führenden Handelsstraße an der Mündung des Bachs Bystrá in die Ploučnice (deutsch Polzen) angelegt. 1283 wurde der Ort erstmals urkundlich erwähnt. Die Pfarrkirche zu Mariä Geburt kommt schon in Urkunden von 1384, 1409 und 1416 als solche vor. 1392 erfolgte die Verleihung des Stadtrechts. 1426 zerstörten die Hussiten einen Großteil der Stadt und ermordeten die Hälfte der Einwohner.
1515 ging die Stadt aus dem Besitz der Trčka von Lípa an die aus der Mark Meißen stammende Familie von Salhausen über. Damit begann die Blütezeit der Stadtentwicklung. Die neuen Stadtherren ließen u. a. zwei Schlösser errichten: das Obere Schloss in den Jahren 1522–1524, das Untere Schloss 1540–1544. Beide gelten als besonders wertvolle Denkmäler im Stil der sächsischen Renaissance.
Seit 1562 gehörte die Stadt anteilig zu den Herrschaften Bensen und Binsdorf. Den Bensener Anteil erwarben 1631 die Grafen von Thun-Hohenstein und den Binsdorfer Teil erhielt 1634 Johann Markus von Aldringen, der Bischof von Seckau. Unter den Erben von Aldringens erfolgte eine weitere Teilung, so dass Bensen 1654 vier unterschiedlichen Besitzern gehörte. Der Ausbau des Straßennetzes steigerte um 1820/30 die Bedeutung Benešovs als Handelsort und begünstigte ab 1828 die Ansiedlung der Textilindustrie. 1869 erhielt die Stadt Bahnanschluss durch die Böhmische Nordbahn und entwickelte sich in der Folge zu einem Industriestandort.
Bis 1945/46 war die Stadt überwiegend deutsch besiedelt. Nach dem Ersten Weltkrieg war Bensen 1919 der neu geschaffenen Tschechoslowakei zugeschlagen worden. Aufgrund des Münchner Abkommens gehörte Bensen von 1938 bis 1945 zum Landkreis Tetschen-Bodenbach, Regierungsbezirk Aussig, im Reichsgau Sudetenland des Deutschen Reichs. Nach dem Ende des Zweiten Weltkrieges wurde die Region von der Tschechoslowakei übernommen. Die deutschsprachige Bevölkerung wurde in der Folge enteignet und vertrieben. Heute leben in der Stadt ca. 4.000 Einwohner.

### Bevölkerungsentwicklung
Bis 1945 war Bensen überwiegend von Deutschböhmen besiedelt, die vertrieben wurden.

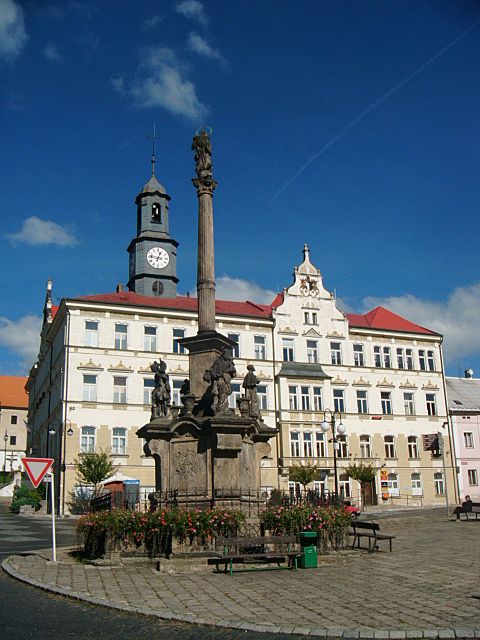
Rathausplatz mit Rathaus und Dreifaltigkeitssäule

| Jahr | Einwohner | Anmerkungen         |
| ---- | --------- | ------------------- |
| 1830 | 1066      | in 225 Häusern      |
| 1900 | 3426      | deutsche Einwohner  |
| 1930 | 4150      | davon 167 Tschechen |
| 1939 | 4077      | [ 10 ]              |

| Jahr      | 1970  | 1980  | 1991  | 2001  | 2003  |
| --------- | ----- | ----- | ----- | ----- | ----- |
| Einwohner | 3 630 | 4 758 | 4 233 | 4 062 | 4 043 |

## Partnerstädte

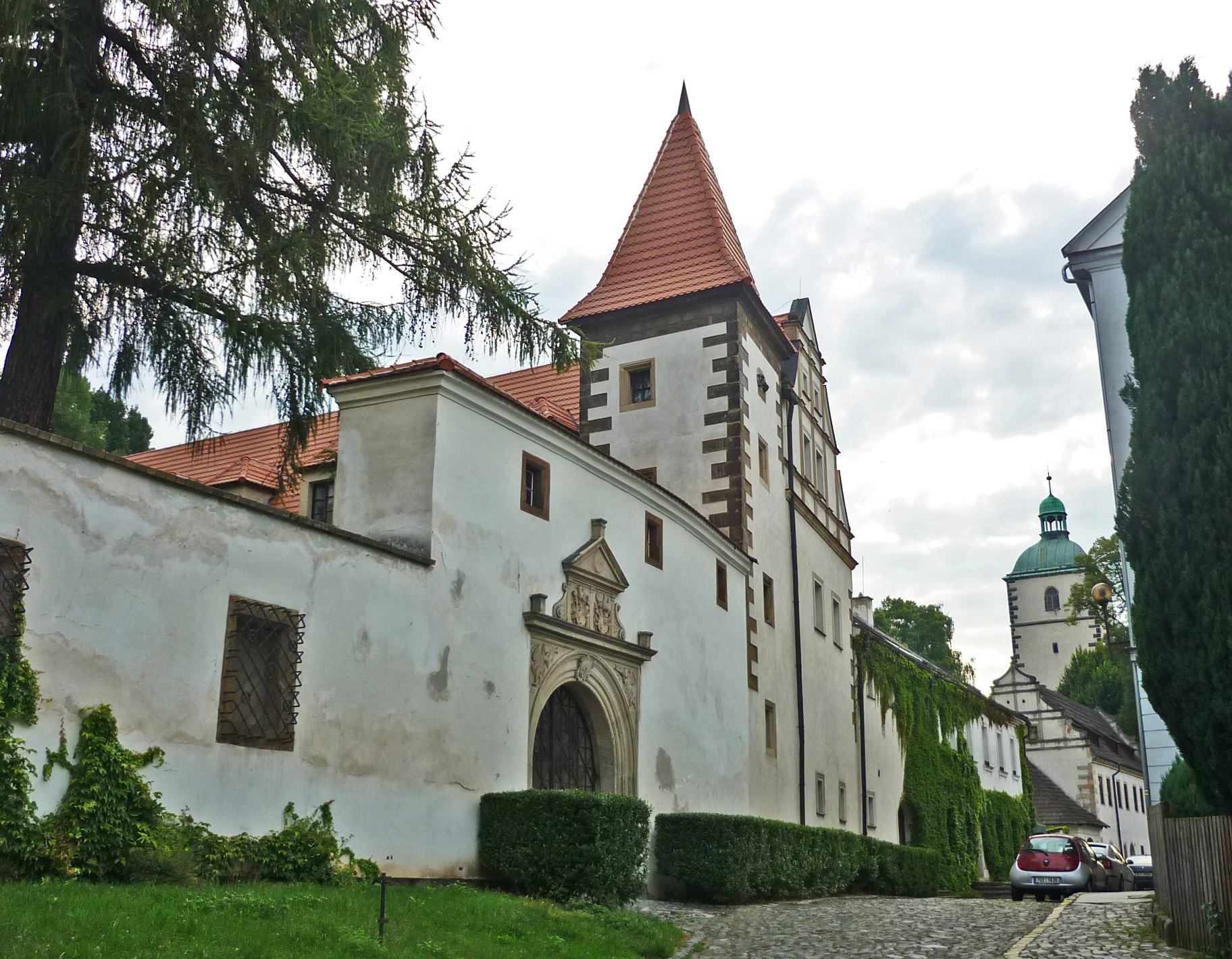
Oberes Schloss in Bensen

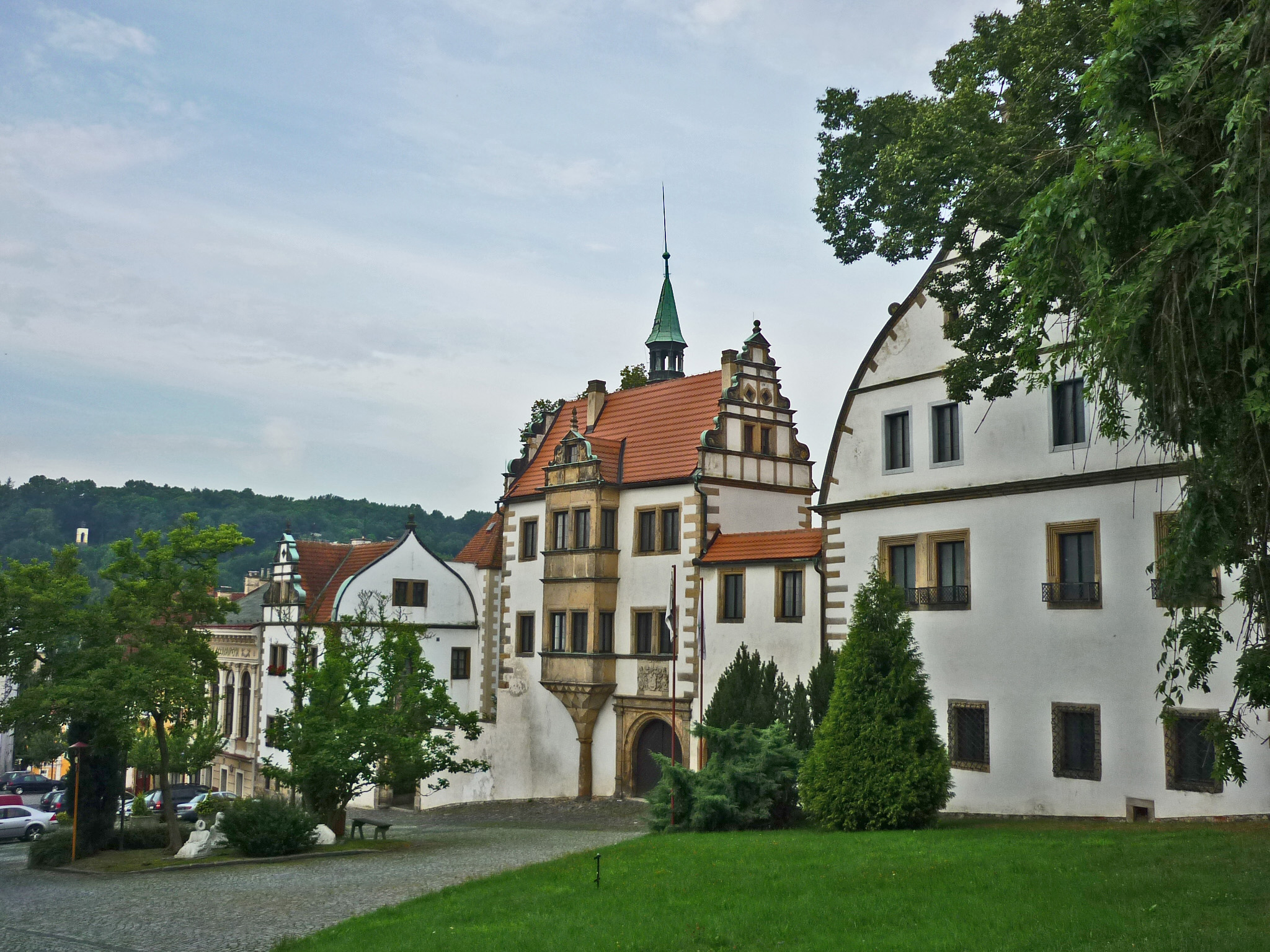
Unteres Schloss in Bensen

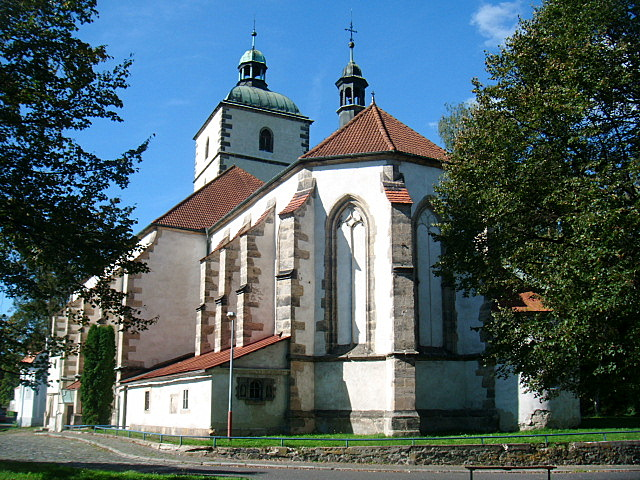
Pfarrkirche zu Mariä Geburt

- Heidenau, Sachsen

## Kultur und Sehenswürdigkeiten
- Bensener Schlosskomplex
  - Oberes Schloss – 1522–1524 von Benedikt von Saalhausen erbaut
  - Unteres Schloss bestehend aus 3 Gebäuden:
    - oberer Bau – Johann- bzw. Anton-Schloss (Janův palác / Antonínův palác) – 1540–1544 von Friedrich von Saalhausen für seinen Sohn Johann von Saalhausen erbaut, später im Besitz von Anton von Saalhausen
    - mittlerer Bau – Wolf-Schloss (Wolfův palác) – 1570–1576 von Johann von Saalhausen für seinen Sohn Wolf erbaut, später im Besitz von Anton von Saalhausen
    - unterer Bau – Černín-Morzin-Schloss (Černínský palác / Morzinovský palác) – 1878 für Gräfin Aloisia Czernin umgebaut

  - Herrenhäuser, östlich des Oberen Schlosses
    - Starschedel-Haus (Starschedelovský dům) – urspr. Wirtschaftsgebäude (Hospodářská budova), 1583 Umbau zum Herrenhaus unter Marie Starschedel
    - Schönfeld-Haus (Schönfeldovský dům oder Ballamský dům) – erbaut im 16. Jahrhundert, 1615 Umbau im Renaissancestil
    - Konojedsky-Haus (Konojedovský dům) – erbaut 1552 von Valentin Hirsch aus Annaberg, später benannt nach der Herrschaft Konojed
- Kirche Mariä Geburt
- Kapelle der Heiligen Dreifaltigkeit
- Museum und Galerie zum Heiligen Hubert (Kostelní ul. 270)
- Statue des Heiligen Johannes von Nepomuk
- Statue des Heiligen Adalbert
- Statuen am Kalvarienberg (an der Straße nach Böhmisch Leipa / Česká Lípa)
- Mariensäule
- Linde von Bensen – ein Naturdenkmal (hinter der Kirche an der Straße nach Ovesná (Habendorf), Stammumfang von 315–345 cm)

## Persönlichkeiten
- Franz Xaver Huber (1755–1814), österreichischer Journalist, Satiriker und Librettist
- Theodor Grohmann (1844–1919), österreichischer Großindustrieller, Großgrundbesitzer, Handelskammerrat und Mäzen
- Joseph Willomitzer (1849–1900), deutscher Journalist in Prag
- Richard Friedrich Fuchs (1870–nach 1933), deutscher Physiologe, Hochschullehrer und Politiker, Abgeordneter im preußischen Staatsrat
- Karl Hossinger (1904–1985), deutscher Verwaltungsjurist und Politiker (KPD, SED)
- Kurt Pscherer (1915–2000), österreichischer Theaterintendant und -regisseur
- Fritz Möser (1932–2013), deutscher Künstler
- Roland Ducke (1934–2005), deutscher Fußballspieler
- Peter Ducke (* 1941), deutscher Fußballspieler
- Frieder Wagner (* 1942), deutscher Filmemacher und Träger des Grimme-Preises 1981 und des Europäischen Fernsehpreises der ÖKUMEDIA 2004